# Boduognatos

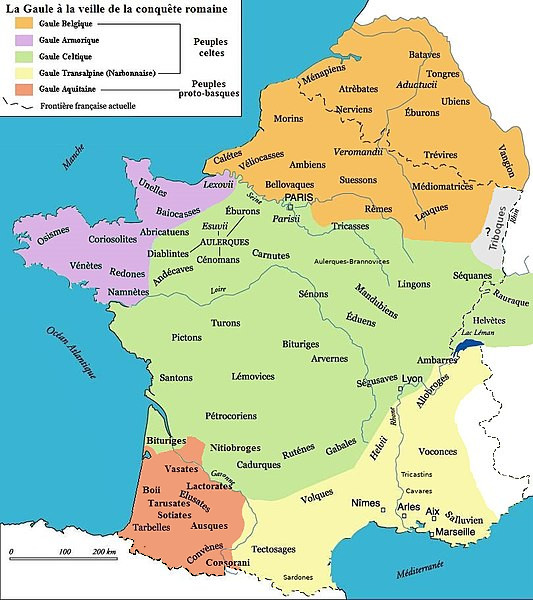
Carte des peuples celtes de Gaule.

Boduognatos est un aristocrate du puissant peuple celte des Nerviens au Ier siècle av. J.-C. Qualifié de Duc par Jules César.

## Biographie
Boduognatos est connu pour avoir été en 57 av. J.-C. le chef militaire des Nerviens, civitas de la Gaule belgique.

Il apparaît à la tête de leur contingent durant ce qui fut pour César une de ses batailles les plus éprouvantes de ses huit années passées en Gaule :
« [...] omnes Neruii confertissimo agmine duce Boduognato, qui summam imperii tenebat, ad eum locum contenderunt [...] » 

« [...] tous les Nerviens, en rangs très serrés, sous la conduite de Boduognatos, qui tenait le commandement suprême [Constans = leur chef suprême], marchèrent sur ce point [...]. » (traduction modifiée).
Il ne fait aucun doute que Boduognatos est bien le chef militaire suprême des Nerviens. Cependant, les termes de summum imperium ne caractérisent pas sa fonction au sein des Nerviens, mais son statut de chef de la coalition opposée alors aux Romains qui rassemblait Nerviens, Atrébates, Viromandues, et Atuatuques. La traduction de Constans doit donc, ici, être modifiée. C’est en effet en ces termes que César caractérise le pouvoir de commandement sur des troupes coalisées mais il n’emploie jamais ces deux termes associés pour le commandement militaire à l’échelle du peuple. Cette responsabilité de première importance, néanmoins, garantit qu’il s’agit bien également du chef suprême des Nerviens, et l’expression duce Boduognato se rapporte à cela plutôt qu’à son commandement général – en effet, bien que chef suprême, c’est à la tête de ses troupes nerviennes que César nous le montre en action. L’ambassade reçue par Cicéron assiégé, en 54 av. J.-C., mentionne pourtant plusieurs chefs militaires. N’en déduisons pas hâtivement que les deux textes se contredisent. En effet, César précise que ces chefs militaires sont ceux qui, ayant tissés des liens privilégiés avec Cicéron, peuvent avoir accès à sa personne et surtout, à son oreille et sa confiance – dont ils cherchent à abuser. Leur nombre se veut également un gage de vérité : il ne s’agit pas de la manigance d’un seul ou de quelques comploteurs, leur unanimité et leur nombre mêmes sont gage de leur honnêteté. Parmi ces duces on doit donc compter les chefs subalternes, praefecti equitum et praefecti pedestris  et/ou peut-être les chefs des peuples ou pagi dont César nous apprend qu’ils étaient sous commandement nerviens.
Cette ambassade, que César dit composée de duces principesque, nous montre donc des instances dirigeantes divisées selon la dichotomie courante chez les Gaulois, entre un pôle militaire et un pôle civil. Malheureusement, le terme générique de principes employé par César ne nous permet pas d’en savoir plus sur les seconds.

Il meurt dans l'année qui suit la bataille du Sabis (la Sambre, ou la Selle) que décrit César:
« Les soldats de la neuvième et de la dixième légion, placés à l'aile gauche de l'armée, après avoir lancé leurs traits, tombèrent sur les Atrébates, fatigués de leur course, hors d'haleine, percés de coups, et qui leur faisaient face. Ils les repoussèrent promptement de la hauteur jusqu'à la rivière, qu'ils essayèrent de passer ; mais on les poursuivit l'épée à la main, et on en tua un grand nombre au milieu des difficultés de ce passage. Les nôtres n'hésitèrent pas de leur côté à traverser la rivière ; mais, s'étant engagés dans une position désavantageuse, l'ennemi revint sur ses pas, se défendit, et recommença le combat ; il fut mis en fuite. Sur un autre point, deux de nos légions, la onzième et la huitième, avaient battu les Viromandues, avec lesquels elles en étaient venues aux mains, et les menaient battant depuis la hauteur jusque sur les rives mêmes de la Sambre. Mais ces mouvements du centre et de l'aile gauche avaient laissé le camp presque entièrement à découvert ; l'aile droite se composait de la douzième légion et de la septième, placées à peu de distance l'une de l'autre : ce fut sur ce point que se portèrent, en masses très serrées, tous les Nerviens conduits par le duc Boduognatos, leur général. Les uns enveloppèrent nos légions par le flanc découvert, les autres gagnèrent le haut du camp.  »
— Jules César, Commentaires sur la Guerre des Gaules, Livre II, 23.

## Étymologie
La racine boduos / boduo- est sous la forme bodua, le nom d'une divinité guerrière que l'on retrouve dans la mythologie celtique irlandaise sous la forme Bodb (voir Morrigan). Dans la mythologie gauloise, il pourrait s'agir de la déesse Catubodua, incarnation ou allégorie de la victoire, la corneille représente donc également la guerre, voire la victoire guerrière. Le terme -gnatos / gnata signifie « fils/fille de ». Son nom signifie donc littéralement le « fils de la corneille » et, au sens figuré, peut s’interpréter comme "l'enfant de la guerre" ou "l'enfant de la victoire", soit "le guerrier" ou "le vainqueur".

## Dans la culture populaire
- L'astéroïde (3458) Boduognat, découvert en 1985 par l'astronome Henri Debehogne, lui rend hommage[7].
- Une statue de Boduognat de Joseph Ducaju a été édifiée à Anvers en 1861 près de la Nerviërststraat. Elle est déboulonnée au XXe siècle (avant 1972)[8].
- Une marque de cigares anversoise portait le nom Boduognat.
- La rue Boduognat, petite rue à Bruxelles dans le quartier des squares[9].

## Sources et bibliographie
- Venceslas Kruta, Les Celtes, Histoire et Dictionnaire, page 473, Éditions Robert Laffont, coll. « Bouquins », Paris, 2000,  (ISBN 2-7028-6261-6) ;
- John Haywood (intr. Barry Cunliffe, trad. Colette Stévanovitch), Atlas historique des Celtes, éditions Autrement, Paris, 2002,  (ISBN 2-7467-0187-1) ;
- Albert Grenier, Les Gaulois, Petite bibliothèque Payot, Paris, 1970,  (ISBN 2-228-88838-9) ;
- Danièle et Yves Roman, Histoire de la Gaule, Librairie Arthème Fayard, Paris, 1997,  (ISBN 2-7028-1646-0) ;
- Xavier Delamarre, Dictionnaire de la langue gauloise. Une approche linguistique du vieux-celtique continental, Paris, éditions Errance, 2003, 440 p. (ISBN 2-87772-237-6)
- Consulter aussi la bibliographie sur les Celtes.

## Wikisource
- Jules César, Commentaires sur la guerre des Gaules, Livre II